# Танковые соревнования «Сильная Европа»
«Сильная Европа» (англ. Strong Europe Tank Challenge) — танковые соревнования между танковыми экипажами в искусстве вождения танка и точности стрельбы из установленного на танках основного и дополнительного вооружения, среди вооружённых сил разных стран мира. Соревнования проходят на полигоне Графенвёр (Германия).
Соревнования организованы Командованием сухопутных войск США в Европе и Командованием сухопутных войск ФРГ. Соревнования призваны укрепить партнерство, обеспечить отработку взаимодействия между военными НАТО и стран-союзников. Испытания включают в себя 12 этапов, среди которых стрельбы в наступлении и обороне, а также выполнение ряда упражнений, в том числе вождение боевых машин, распознавание различных целей, стрельба из штатного оружия, вызов огневой поддержки, эвакуация повреждённого танка, действия при применении противником оружия массового поражения.

## Итоги соревнований
| Команда        | Команда  | 2016 | 2017 | 2018 |
| -------------- | -------- | ---- | ---- | ---- |
|                | Германия | 1    | 2    | 1    |
| Австрия        |          | 1    | 3    |      |
|                | Швеция   |      |      | 2    |
| Дания          | 2        |      |      |      |
|                | Польша   | 3    | 6    | 5    |
| США            | 5, 6     | 3    | 7    |      |
|                | Франция  |      | 4    | 4    |
| Италия         | 4        |      |      |      |
| Великобритания |          |      | 6    |      |
| Украина        |          | 5    | 8    |      |
| Словения       | 7        |      |      |      |